# Politikens filmjournal 232
|  | Denne artikel er oprettet af botten Steenthbot ud fra en ekstern database. Den kan derfor have sproglige fejl eller mangler. Denne skabelon kan fjernes efter kontrol af indholdet. |

Politikens filmjournal 232 er en dansk dokumentarfilm fra 1954.

## Handling
1) Fire-magtstopmødet i Berlin. Udenrigsminister Dulles, Bidault, Eden og Molotov ankommer.
2) Den engelske "Comet"-jetmaskine på prøveflyvning til Afrika. Kaptajn Cunningham.
3) Indiens uafhængighedsdag fejres i Danmark: Professor Hans Hendriksen, fru Enna.
4) Fægtelandskamp Saar-Spanien i Madrid.
5) 200-årsdagen for Holbergs død fejres i København. Henning Brøndsted, Aage Fønss, direktør Thorvald Larsen.